# Hugo Licht

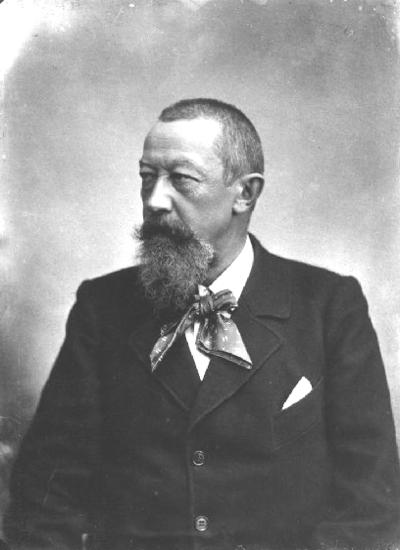
Hugo Licht

Hugo Licht, född 21 februari 1841 i Nieder-Zedlitz vid Fraustadt, död 28 februari 1923 i Leipzig, var en tysk arkitekt.
Licht studerade från 1864 vid Konstakademien i Berlin och sedan vid Polytekniska institutet i Wien, påverkad huvudsakligen av Richard Lucae och Heinrich von Ferstel. Han var verksam som arkitekt i Berlin från 1871, till dess han blev stadtbaudirektor i Leipzig 1879.
Bland byggnader, som han utförde där, märks utvidgningen av stadsmuseet (färdigt 1886) och allra främst det präktiga rådhuset (1898-1905), dessutom Johanneskyrkan samt flera skolhus, sjukhus, saluhallar och privatbyggen. Han var en originell byggkonstnär som gärna blandade olika stilar.